# Teatre
|  | Aquest article tracta sobre la disciplina artística. Vegeu-ne altres significats a «teatre (edifici)». |

Escenari de teatre

El teatre o art dramàtic és un art espectacular que produeix obres teatrals presentades davant un públic, en un mateix espai i en directe. A l'obra teatral, un o més personatges tenen almenys un objectiu immediat i gairebé sempre almenys un conflicte dramàtic, que pot ser intern i extern. Avui dia les arts escèniques són una de les poques formes d'art en què l'artista i qui gaudeix de l'obra es miren cara a cara, al mateix espai i en viu. El teatre sovint de vegades és barrejat, amb altres arts escèniques, com per exemple el circ.
Durant molts anys el teatre ha estat estudiat únicament com una petita «incrustació, amb prou feines» en la literatura, interessada només en un element teatral, no obligatori, que és el text dramàtic. Sovint els estudis teòrics teatrals s'havien esquinçat: eren parts minoritàries i parcials d'estudis filosòfics, filològics, semiòtics, antropològics, sociològics, arts plàstiques, visuals o d'altres ciències i arts que estudiaven marginalment elements molt específics, com un text o una pintura per al decorat, per exemple, deslligant-los de l'espectacle. A partir de la segona meitat del segle xix nombroses figures del teatre (Edward Gordon Craig, Bertold Brecht, Cipriano de Rivas Cherif, Adrià Gual, etc.) s'han esforçat per alliberar l'art dramàtic i deslliurar-li les servituds a altres arts.
El Dia Mundial del Teatre se celebra cada any el 27 de març.

## Etimologia
La paraula catalana teatre prové del grec θέατρον, 'lloc per contemplar', pel llatí theātrum, ja amb el mateix significat que en l'actualitat.

## Història

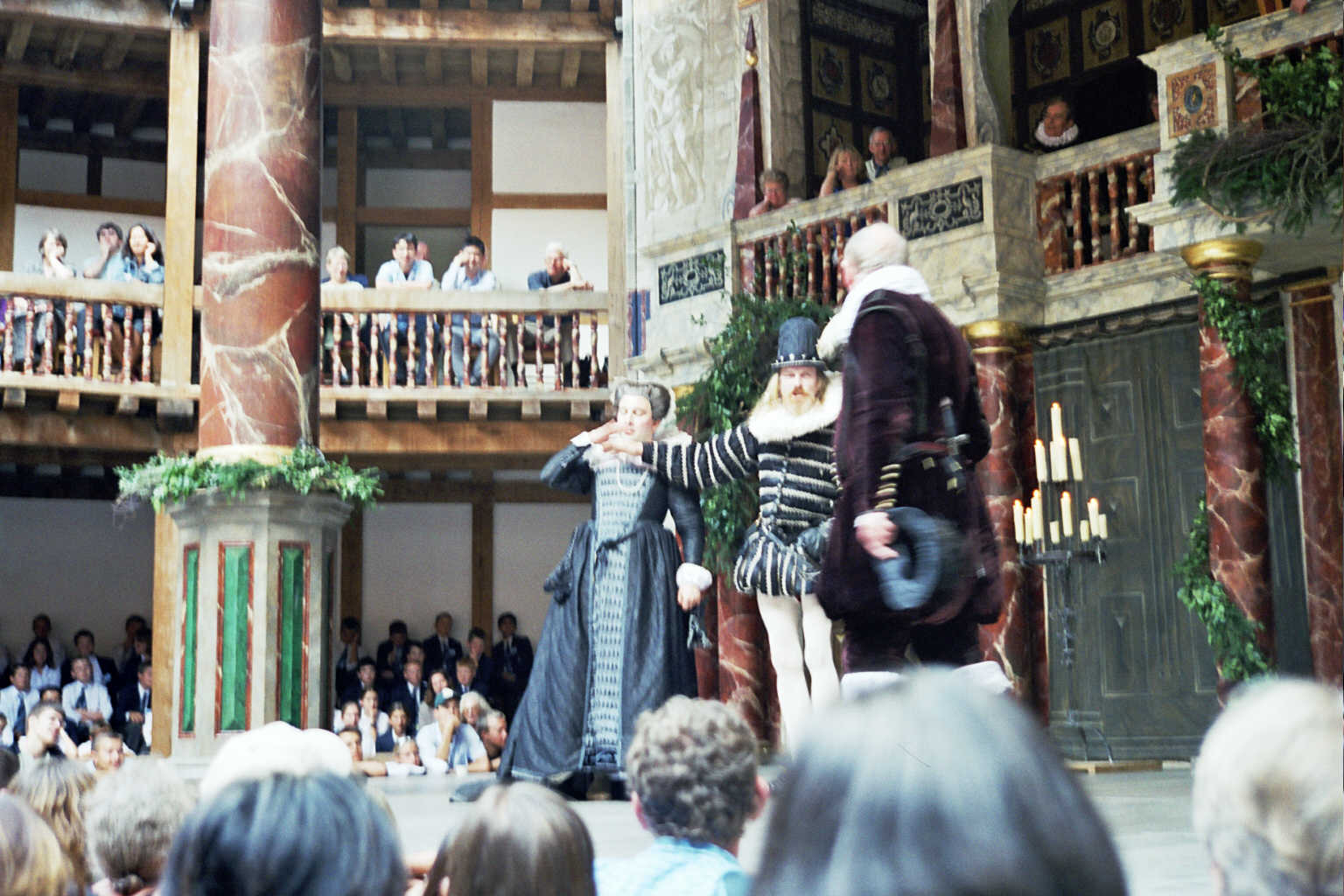
La comèdia dels errors al teatre The Globe de William Shakespeare

La majoria dels estudis consideren que els orígens del teatre s'han de buscar en l'evolució dels rituals màgics. Alguns, relacionats amb la caça, igual que les pintures rupestres, o amb la collita agrícola, barrejats amb altres arts escèniques com la música i la dansa, van desembocar en autèntics espectacles dramàtics amb què es rendia culte als déus i s'expressaven els principis espirituals de la comunitat. Aquest caràcter és un factor comú de l'aparició del teatre en totes les civilitzacions.
Les manifestacions dramàtiques s'han produït en totes les cultures del món. Les més antigues van tenir lloc abans de la utilització de la parla i solien estar relacionades amb rituals. Des d'aleshores diferents formes teatrals es van desenvolupar al llarg de la història fins a l'actualitat, quan conviuen produccions inèdites amb altres de més antigues, tant amb posades en escena tradicionals com innovadores.
Algunes produccions teatrals antigues s'han perdut, d'altres han evolucionat adaptant-se als diferents canvis socials i culturals. D'algunes se n'ha recuperat informació –text teatral, imatges, testimonis–. Totes, tant les pertanyents al teatre popular com les d'autor, han conformat la personalitat del teatre actual.

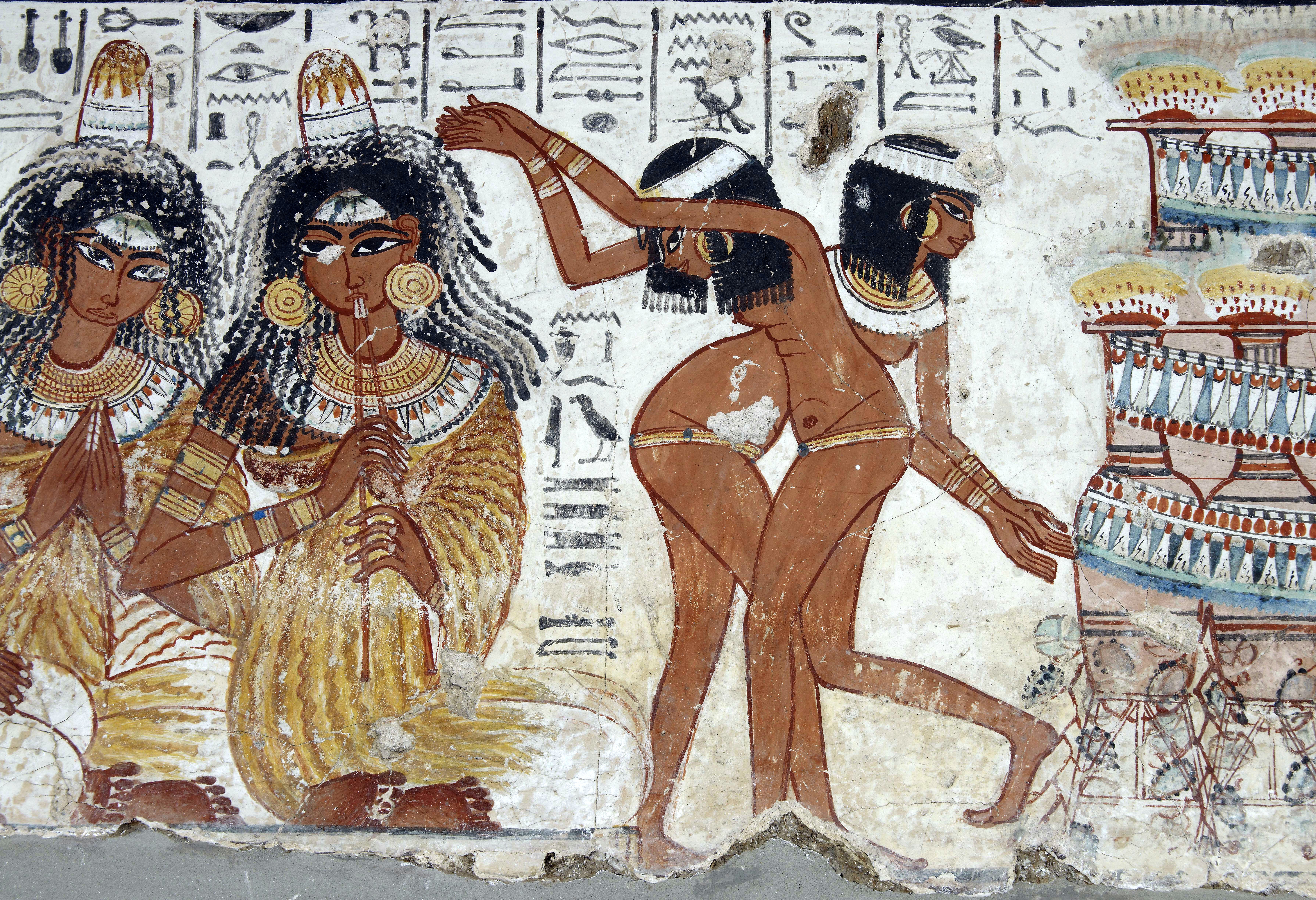
Fresc decorant una tomba, fa uns 2.400 anys

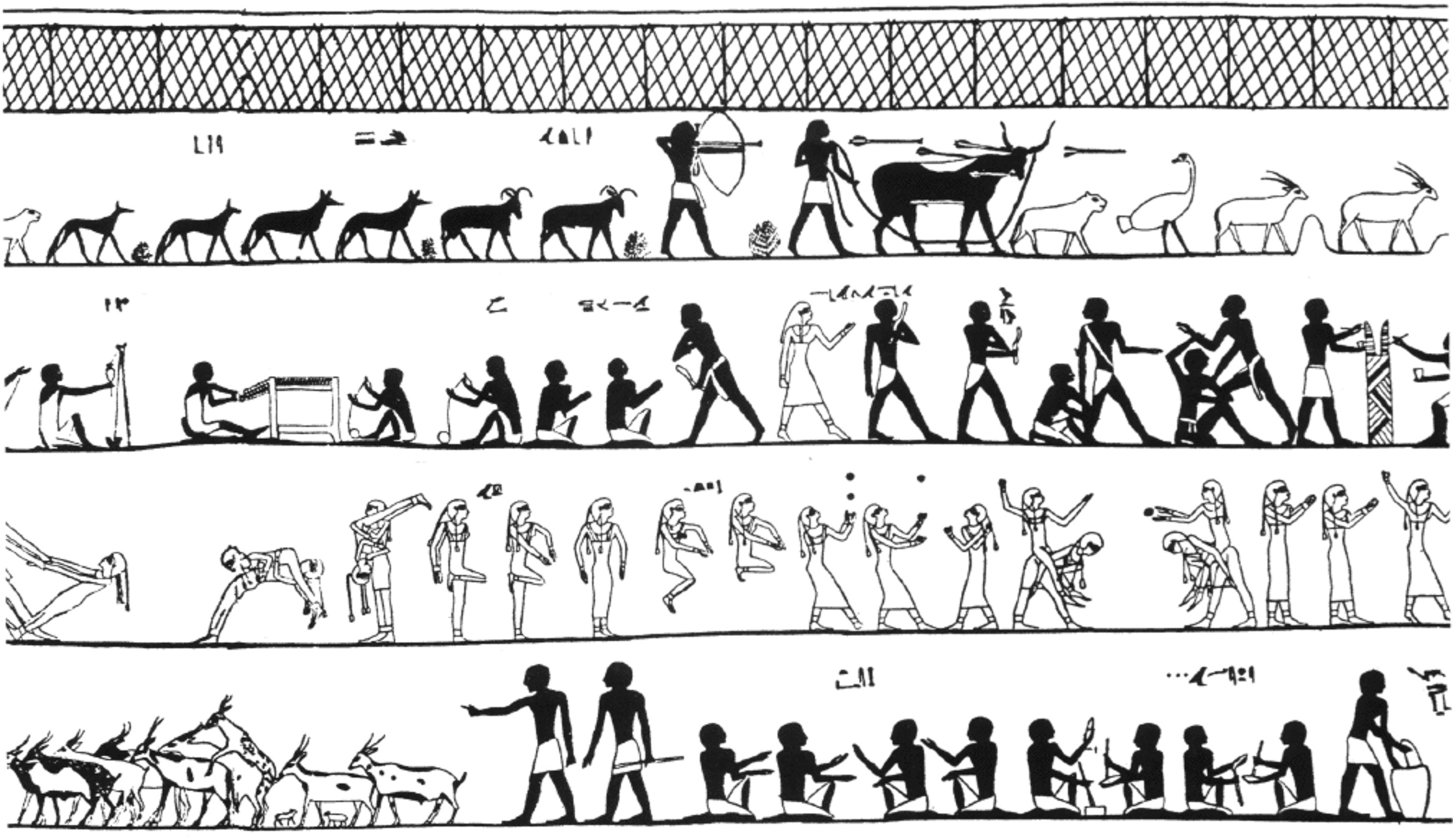
A la tercera fila, dones joglaresses fan números acrobàtics i de malabars

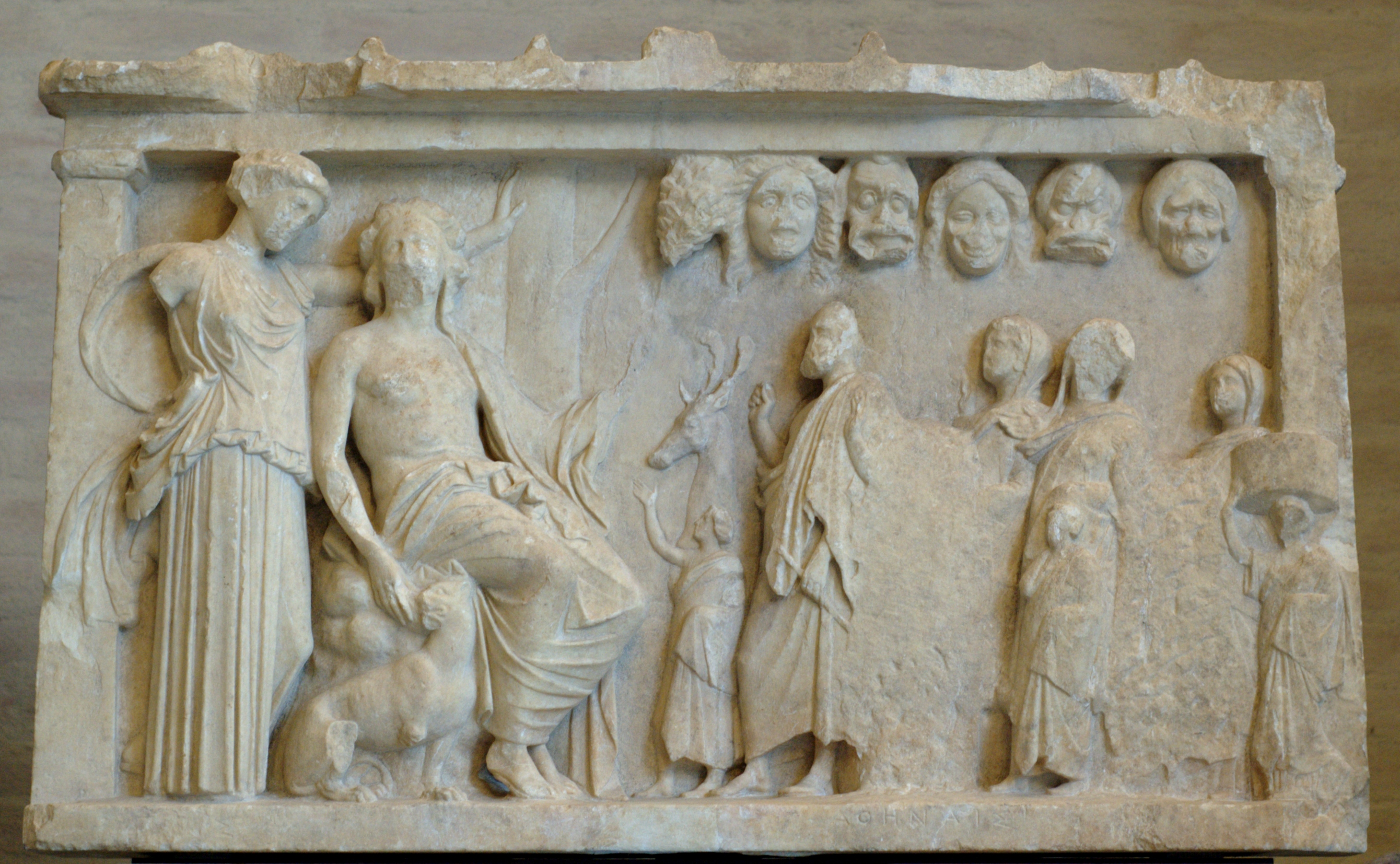
Un grup de persones sota màscares teatrals enfront del déu Dionís, i una acompanyant

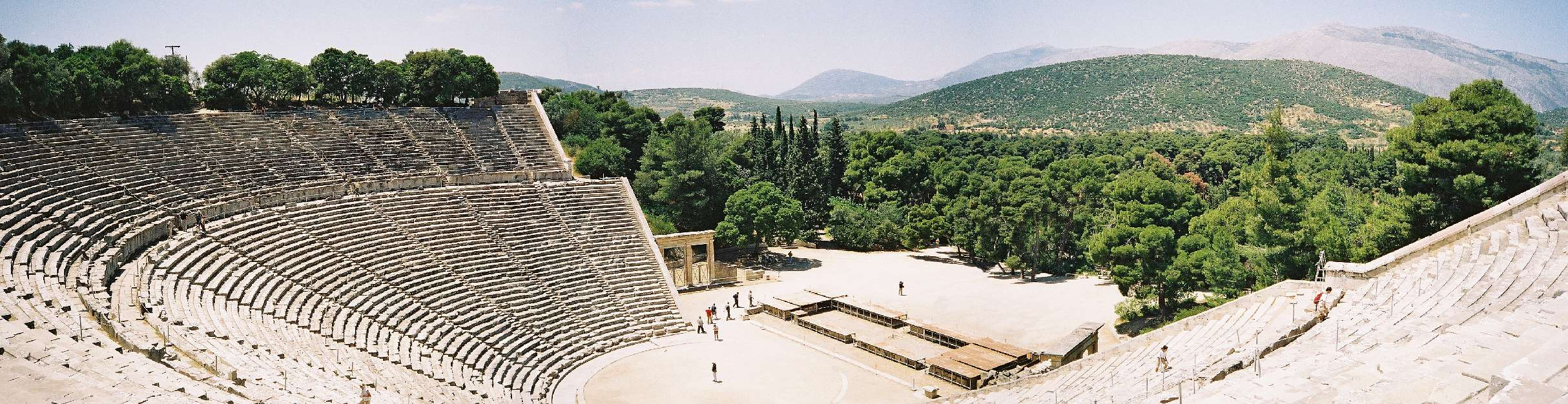
Amb l'aparició dels espais arquitectònics, teatres, específics per a escenificar obres teatrals, es van haver d'adaptar a la nova relació que establien els actors i el públic, que podia estar-ne molt allunyat

A l'antic Egipte, a mitjan segon mil·lenni abans de l'edat cristiana, es representaven ja drames sobre la mort i resurrecció d'Osiris. Es comença el teatre per mitjà de màscares i dramatitzacions. El teatre sorgeix com a lloc públic per al culte i representació de mites a Egipte, com després es farà amb els actes sacramentals medievals.
Té les arrels en ritus òrfics i en els festivals celebrats per a Dionís, on es portaven a terme escenificacions de la vida dels déus acompanyades de danses i cants, els anomenats Ditiràmbics. Més tard van començar les primeres representacions ja pròpiament dramàtiques, executades a les places dels pobles per companyies que incloïen només un actor i un cor. A final del segle vi aC va aconseguir una extraordinària celebritat el llegendari poeta i intèrpret Tespis: en honor seu la frase el carro de Tespis al·ludeix, encara avui, al conjunt del món del teatre.
El teatre grec sorgeix després de l'evolució de les arts i cerimònies gregues com la festa de la verema (oferta a Dionís), en què els joves dansaven i cantaven cap al temple del déu, a oferir les millors vinyes. Després un jove que ressaltava entre el grup de joves es transformava en el corifeu o mestre del cor, que dirigia el grup. Amb el temps van aparèixer el bard i el rapsode, que eren recitadors.
En el curs del segle v aC, durant l'edat clàssica de Grècia, es van establir els models tradicionals de la tragèdia i la comèdia, i els dramaturgs Èsquil i Sòfocles van afegir respectivament un segon i tercer actor a l'acció, la qual cosa hi va donar una complexitat que feia necessària la creació de grans escenaris. Per això es van erigir grans teatres de pedra, entre els quals cal citar l'encara conservat d'Epidaure (Grècia) en el segle v aC, capaç d'albergar unes 12.000 persones, i el de Dionís, a Atenes, al segle iv aC. Es va construir aprofitant les faldes d'un turó, on es disposaven en forma semicircular les grades que envoltaven l'orquestra, espai circular en què es feia la major part de la representació. Després de l'orquestra s'aixecava una edificació anomenada skene, 'escena', destinada als canvis de vestimenta dels actors. Davant s'aixecava una paret de columnes, el prosceni, que podia sostenir superfícies pintades que evocaven el lloc de l'acció. Aquests decorats, juntament amb les túniques i màscares emprades pels actors i algunes màquines rudimentàries, constituïen tot l'aparell escènic.
Les representacions del teatre grec es feien a l'aire lliure; tenia un cor (dirigit pel corifeu o mestre del cor) que cantava i dansava al voltant d'un altar. En el teatre grec es representaven dos tipus d'obres: la tragèdia, obra dramàtica de final desgraciat que tractava sobre temes de llegendes heroiques i utilitzava, oportunament, els déus per al seu final; i la comèdia satírica, que criticava humorísticament polítics i obres, i incorrien en una mímica iniciada per un cor de sàtirs; i comèdies, que tenien per tema assumptes de la vida quotidiana; totes estaven escrites en vers i utilitzaven màscares.

## Història del teatre català

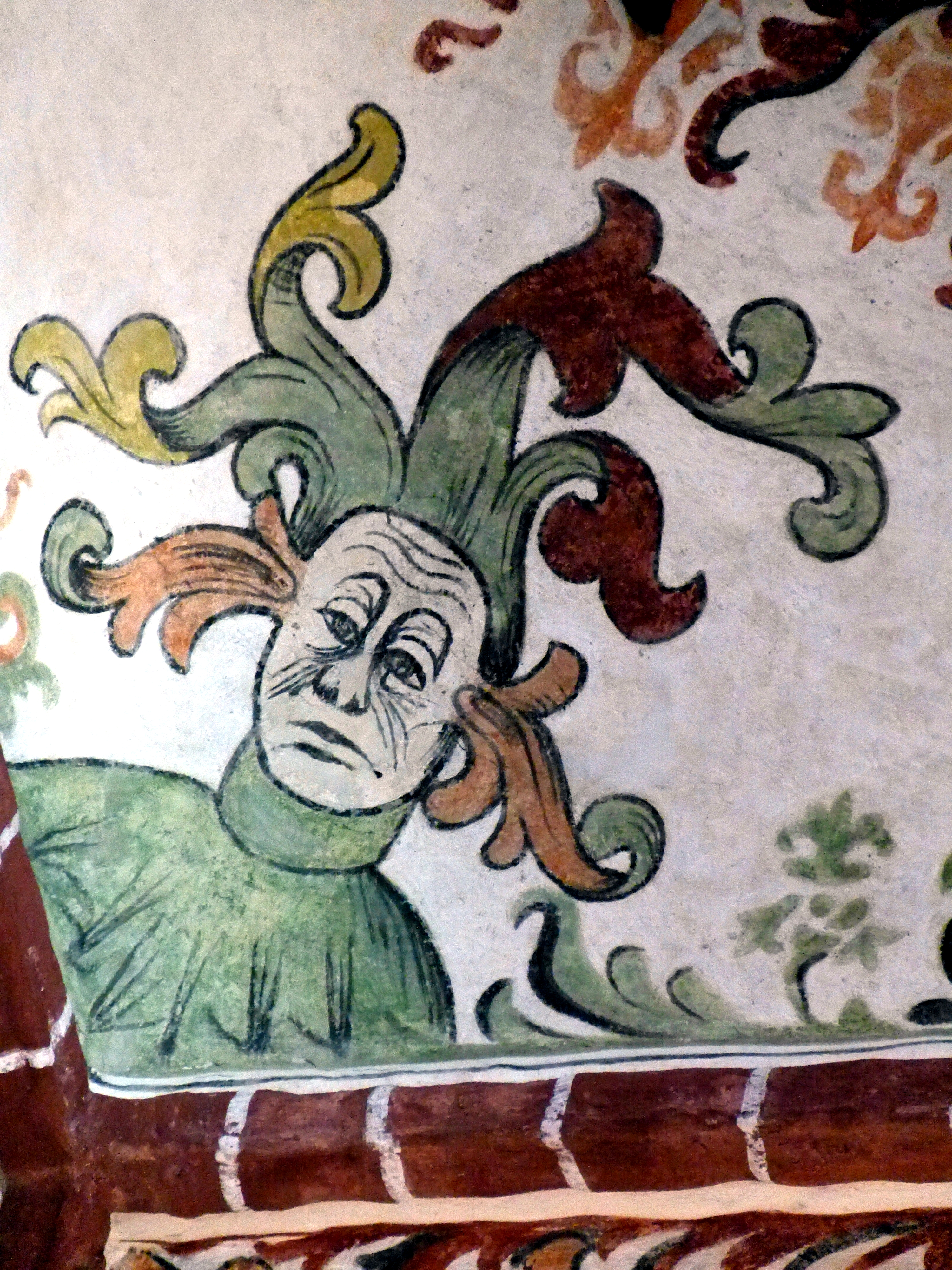
Joglar medieval

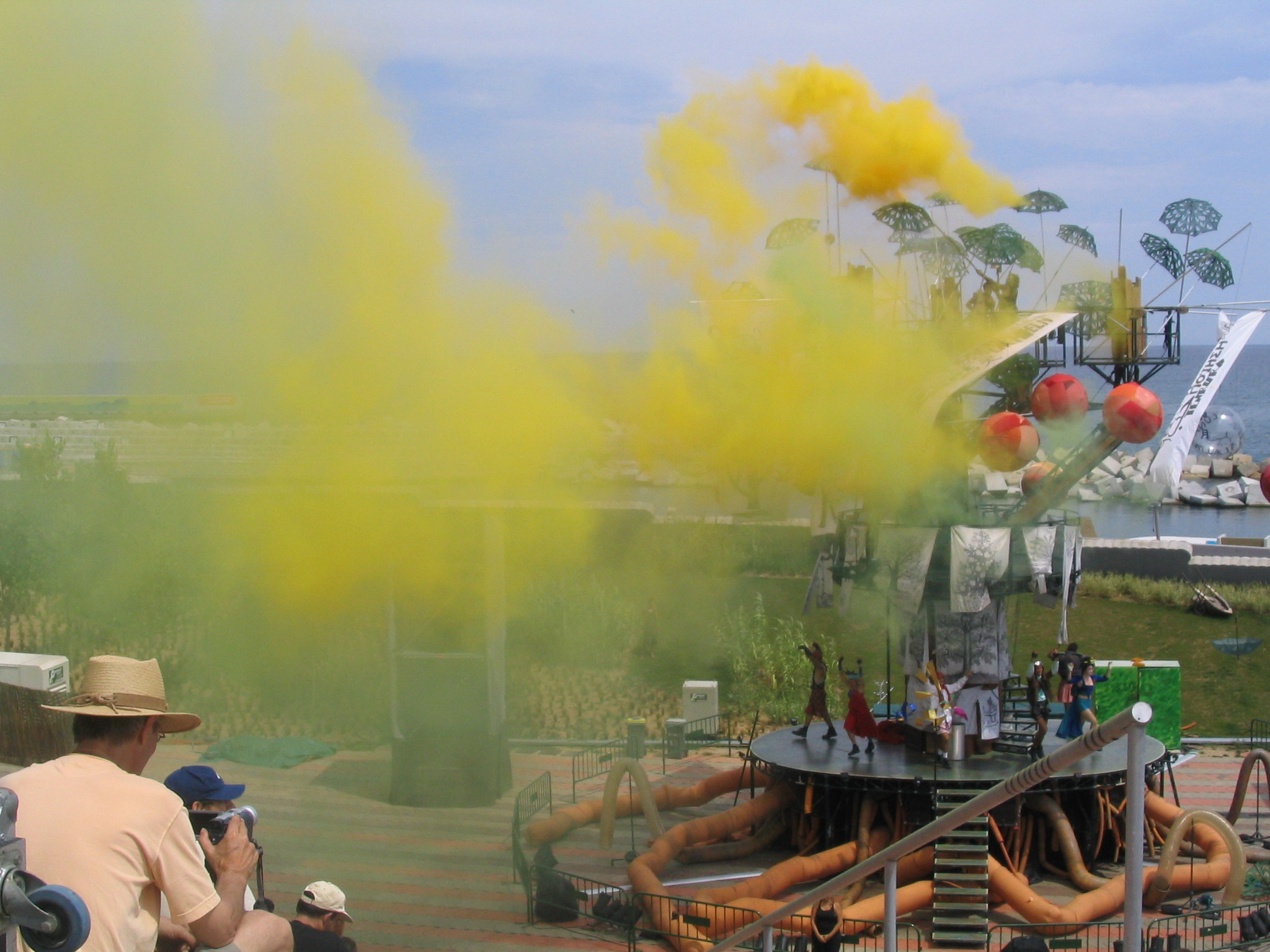
L'arbre de la memòria, de Comediants, any 2006

Els orígens del teatre en català es remunten a l'època medieval. En aquell període hi havia des de manifestacions teatrals profanes, com els joglars i les festes populars d'inversió de rols i jerarquies, l'expressió més viva de les quals és encara avui el Carnestoltes, fins a la teatralitat religiosa, copada pels anomenats drames litúrgics. Estesos arreu d'Europa amb l'expansió de l'Imperi Carolingi, representaven passatges de les Sagrades Escriptures. La majoria d'aquestes manifestacions es concentraven per Setmana Santa, Pasqua o Nadal.
Al segle xii, amb la revifalla de la vida urbana i del comerç, l'art dramàtic va ocupar els espais públics i el temple i la plaça es van erigir com els principals escenaris. A la corona d'Aragó, la Passió de Crist i l'Assumpció de Maria van ser, a partir del segle xiv, els dos espectacles per excel·lència. Aquest és el cas del Misteri d'Elx, que se celebra de manera ininterrompuda des del segle xv. Altres cerimònies, celebrades en seus i esglésies, completaven l'espectre del teatre religiós, com els Misteris de Nadal, amb la Sibil·la i l'escenificació de la Nativitat. Aquestes representacions eren generalment cantades, amb escenes simultànies i una escenotècnia fastuosa, i integraven el públic en l'espectacle.
Des de l'època medieval fins al segle xix, el teatre català va viure moments de retraïment i d'expansió. Mai, però, almenys en l'àmbit popular, no va cessar-ne l'activitat. Alguns dels referents més antics, com els misteris medievals, es mantenen vius avui dia. Perduren les tragèdies del menorquí Joan Ramis, les paròdies de Serafí Pitarra i els drames realistes d'Àngel Guimerà.

### Teatre català actual
A Catalunya, la producció actual de teatre és important. Companyies formades sobretot a Barcelona són conegudes arreu l'estat espanyol (La Cubana, Els Joglars, Tricicle, Dagoll Dagom, etc.) i algunes també en altres països (Comediants, La Fura dels Baus, etc.). A la capital hi ha nombrosos teatres (Teatre Lliure, Teatre Nacional de Catalunya, etc.) i, fins i tot, alguna antiga sala de cinema s'ha reconvertit en teatre, cosa poc habitual en aquests temps. Els actors de teatre catalans són ben reputats en tot l'estat, molts són coneguts a Catalunya perquè, a més de teatre, solen fer sèries de televisió (i sovint també doblatge o cinema). Els espectacles teatrals, així com altres arts escèniques, es divulguen mitjançant publicacions especialitzades, però a l'abast de tothom, i en català, com per exemple Teatralnet. Alguns autors catalans són: Francesc Fontanella, Josep Robrenyo i Tort, Frederic Soler i Hubert (Serafí Pitarra), Josep Maria Folch i Torres, Àngel Guimerà, Emili Vilanova, Josep Berga i Boix, Ignasi Iglésias Pujadas, Adrià Gual, Santiago Rusiñol, Joan Puig i Ferreter, Josep Maria de Sagarra, Josep Maria Benet i Jornet, Jordi Teixidor i Martínez, Rodolf Sirera, Maria Aurèlia Capmany, Alexandre Ballester, Salvador Espriu, Joan Brossa, Sergi Belbel, Albert Boadella, Jordi Prat i Coll, Guillem-Jordi Graells i Andreu, Lluïsa Cunillé, Jordi Galceran, Ignasi Garcia, Nicasi Camps i Pinós, Margarida Xirgu.

## Gèneres teatrals

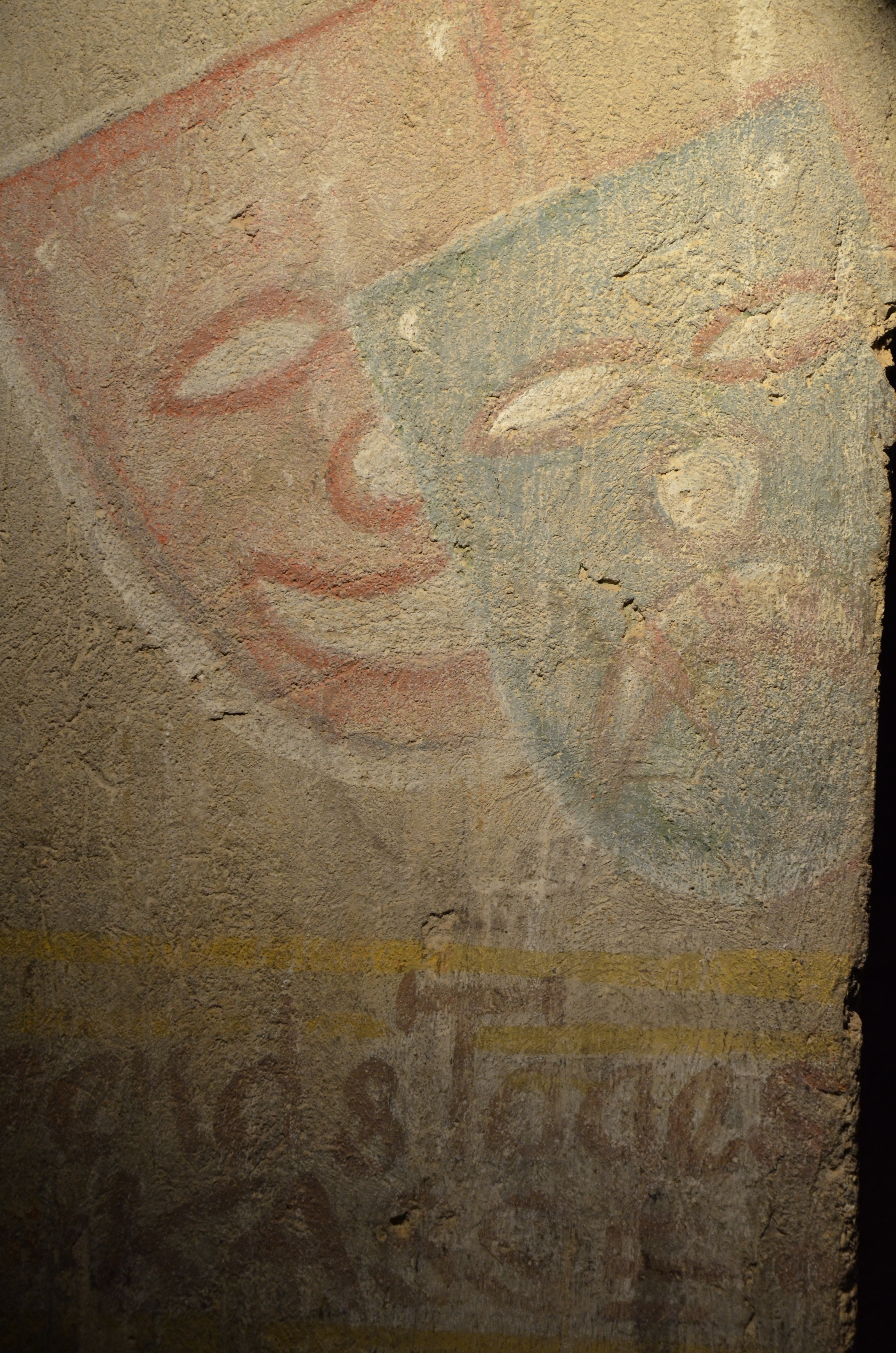
La parella de màscares, una somrient i l'altra trista, representant la comèdia i la tragèdia, formen un símbol del teatre

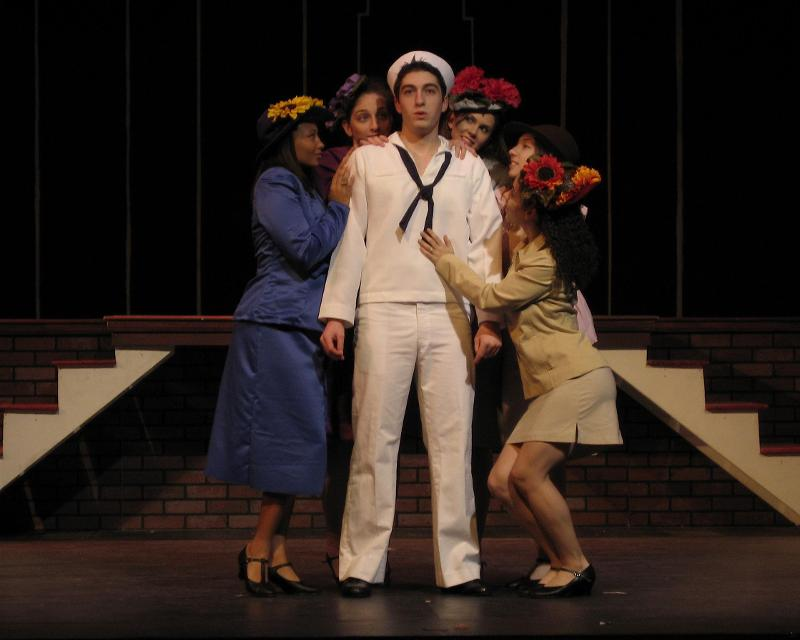
Els codis i estètica del teatre musical clàssic són fàcilment reconeixibles

Un gènere teatral, gènere de teatre o gènere dramàtic és un concepte de tipus categorial que permet classificar les produccions teatrals tenint en compte aspectes d'estil, de forma, de contingut o d'altres. Es poden combinar i encavalcar diversos criteris per establir-ne les categories secundàries. Així doncs, la llista de gèneres no és tancada.
Hi ha diversos gèneres teatrals. Per exemple, dintre del realisme trobem la comèdia, la tragèdia i el drama, que són els gèneres clàssics més coneguts. El realisme va derivar en el naturalisme teatral, i posteriorment com a reacció han existit altres estils teatrals que buscaven trencar aquestes normes i codis tan quadrats: aparegueren gèneres com el teatre de l'absurd i el teatre d'avantguarda. També hi ha gèneres que busquen expressament un estil no naturalista, tot i que el seu contingut resta prou clàssic: són per exemple el melodrama i la tragicomèdia.
Altres gèneres teatrals són, per exemple, la farsa, la comèdia de l'art, la performance, el mim, la dansa teatre, el teatre musical, l'òpera, els teatres de titelles i d'ombres xineses, o el teatre de carrer.
Segons la teoria realista clàssica n'hi ha dos grups principals: el de la comèdia, i el de la tragèdia i el drama.

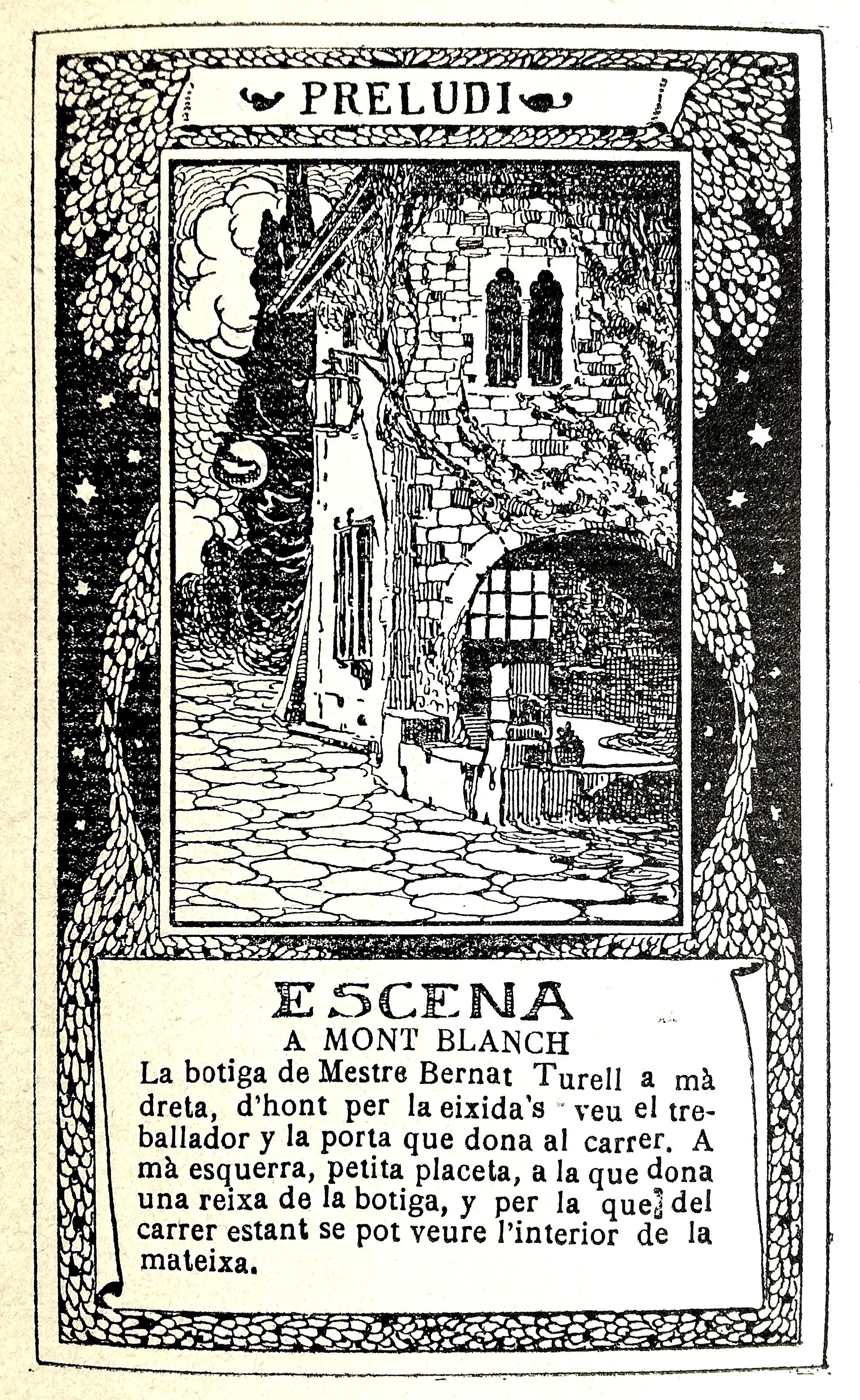
Comèdia (Follia Amorosa en un preludi i tres actes Donzell qui cerca muller) d'Adrià Gual, de l'any 1910. Preludi inicial de la comèdia.

En la comèdia els personatges són complexos, comuns i corrents, que encarnen els defectes i vicis dels éssers humans; el conflicte que es presenta és possible i probable en la vida real, si bé el contingut s'exagera o ridiculitza en l'intent per provocar el riure del receptor. El protagonista en aquest conflicte lluita amb el seu antagonista en un intent fallit per aconseguir els seus propòsits; fallit, perquè els seus intents els porten a diverses situacions, en les quals fracassa o és objecte de burla. El desenllaç presenta una solució alegre al conflicte amb la qual tots els problemes se solucionen i tots queden feliços. Generalment els autors amb el riure intenten que el receptor reflexioni sobre el que succeeix en l'obra i que d'aquesta manera pugui extreure un ensenyament si es veu identificat amb algun dels personatges. Per això, alguns autors consideren que la comèdia és moralista. Tartuf o l'impostor de Molière n'és un exemple.
En la tragèdia hi ha personatges il·lustres, amb la finalitat de produir una crisi, és a dir, una purificació del receptor (lector o espectador) i que culmina en moltes ocasions amb la destrucció social o física del protagonista. Èdip rei de Sòfocles n'és un exemple d'aquest gènere.
En el drama es representa una situació de la vida real que resulta complexa i difícil, però amb un final favorable o feliç; es caracteritza per tenir personatges comuns i complexos que s'enfronten a situacions límit de la seva vida i que acaben per reconèixer, encara que això no necessàriament generi un canvi intern en el protagonista.

## Teories del teatre

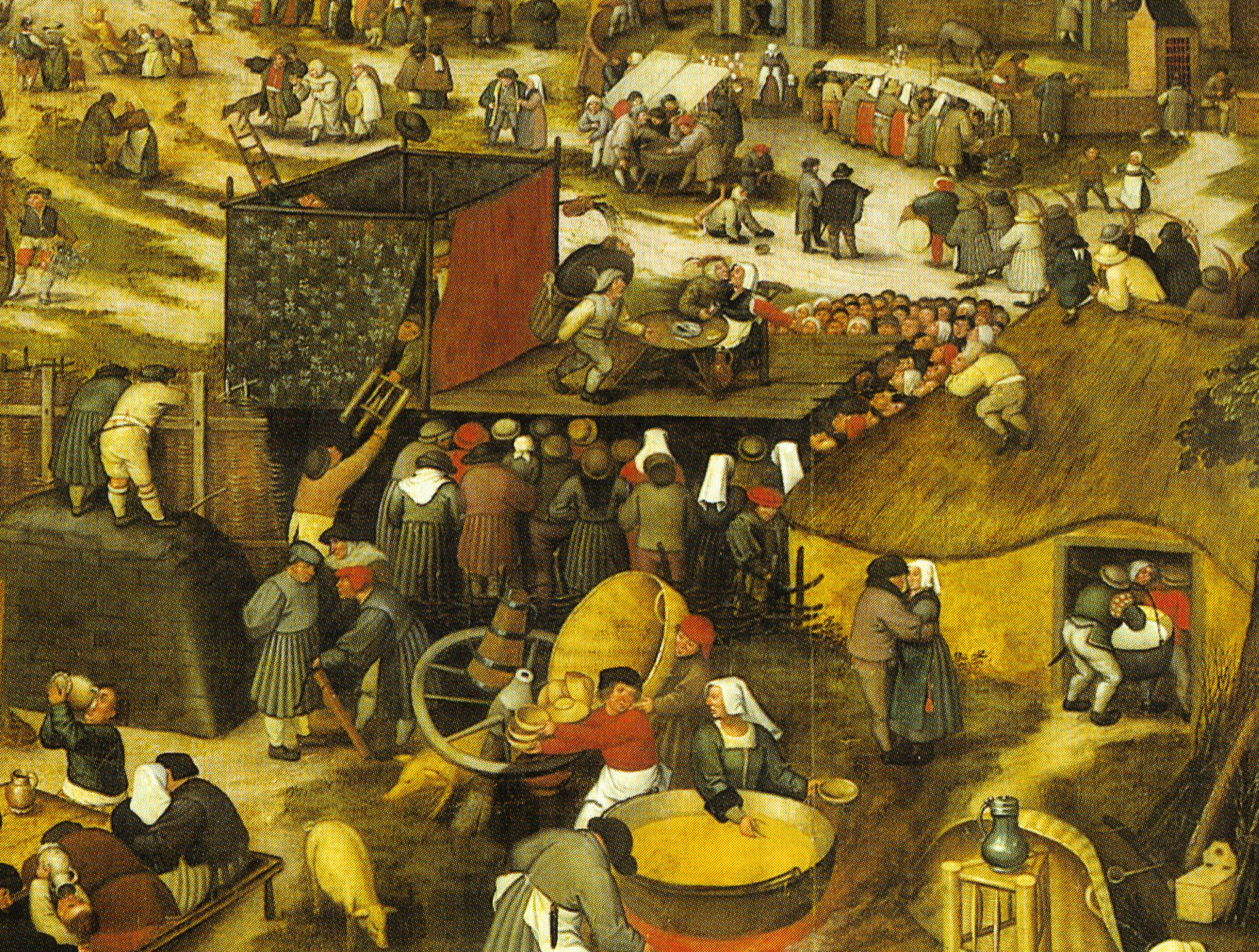
Una festa d'un poble amb una representació teatral, circa 1600

Havent estat una part important de la cultura humana des de fa més de 2.500 anys, el teatre ha desenvolupat una àmplia gamma de diferents teories i pràctiques. Algunes estan relacionades amb ideologies polítiques o espirituals, mentre que d'altres es basen exclusivament en preocupacions «artístiques». Alguns processos se centren en una història, alguns en el teatre com a esdeveniment, i d'altres en el teatre com a catalitzador per al canvi social. La Poètica (c. 335 aC), del filòsof grec clàssic Aristòtil, és l'exemple més antic que sobreviu i els seus arguments han influït en les teories del teatre des de llavors. Hi ofereix un relat del que ell anomena «poesia» (un terme que en grec significa literalment 'fer' i, en aquest context inclou el drama —comèdia, tragèdia i sàtira— així com la poesia lírica, la poesia èpica, i el ditirambe). Aristòtil examina els «primers principis» i n'identifica els gèneres i elements bàsics; la seva anàlisi de la tragèdia constitueix el nucli de la discussió. Argumenta que la tragèdia es compon de sis parts qualitatives, que són en ordre d'importància: mythos o «trama», ethos o «personatge», dianoia o «pensament», lexis o «dicció», melos o «cançó», i opsis o «espectacle». «Tot i que la Poètica d'Aristòtil és universalment reconeguda en la tradició crítica occidental», explica Marvin Carlson, «gairebé tots els detalls sobre el seu influent treball han suscitat opinions divergents». Entre els professionals del teatre del segle xx, destaquen Konstantín Stanislavski, Vsévolod Meierhold, Jacques Copeau, Edward Gordon Craig, Bertolt Brecht, Antonin Artaud, Joan Littlewood, Peter Brook, Jerzy Grotowski, Augusto Boal, Eugenio Barba, Dario Fo, Keith Johnstone, Robert Wilson, Franca Rame, Jane Bowles, Elena Garro, etc.
Stanislavski tractà el teatre com una forma d'art autònoma de la literatura i en la qual la contribució del dramaturg s'ha de respectar només com la d'una unió d'artistes creatius. La seva innovadora contribució a la teoria d'actuació moderna s'ha mantingut en el nucli de les principals actuacions occidentals durant gran part del segle passat.
 Que molts dels preceptes del seu sistema en l'actuació semblin de sentit comú i evidents demostra el seu èxit. Sovint, els actors fan servir els seus conceptes bàsics sense adonar-se'n, el sistema Stanislavski adquirí una capacitat sense precedents per creuar fronteres culturals i es desenvolupà arreu del món, i domina els debats sobre l'actuació a Europa i als Estats Units. Molts actors equiparen habitualment el seu «sistema» amb el mètode nord-americàe, tot i que les tècniques exclusivament psicològiques d'aquest últim contrasten fortament amb l'enfocament multivariant, holístic i psicofísic de Stanislavski, que explora el caràcter i l'acció des de «dins cap a fora» i des de «fora cap a dins» i tracta la ment i el cos de l'actor com a parts d'un contínuum.

## Alguns elements
El teatre, constitueix un tot orgànic del qual els diferents elements formen una part indivisible. Aquests elements, no obstant això, tenen cadascú característiques en funció de l'època, de la personalitat del director o d'altres circumstàncies, és habitual que es concedeixi a uns o altres major rellevància dins del conjunt.

### Gest
L'ús del gest i especialment les accions són el que distingeixen un actor d'un orador. Hi ha teatre sense text, sense escenografia i sense vestuari, per exemple, però sempre cal que hi hagi actors (persones o objectes) que facin alguna cosa. En teatre, s'entén per "acció" el moviment corporal o facial fet voluntàriament i amb una intenció o objectiu. No s'ha de confondre amb el mim i la pantomima. Una acció d'un personatge que té set no serà simular que beu a gallet amb la mà buida sinó, per exemple, girar-se a mirar un got d'aigua.
De vegades, alguns autors destaquen la diferència entre "acció física", que podem veure o percebre pels sentits, d'una "acció mental" o "psíquica", que seria un canvi en la psique del personatge (per exemple, té una idea, canvia d'estratègia, decideix alguna cosa). Aquestes accions interiors no es veuen, l'actor no té més remei que verbalitzar-les o mostrar-les mitjançant accions físiques. Per a Eugenio Barba no existeix una acció física que no sigui també mental, o resultat d'una de mental.

### Escenografia

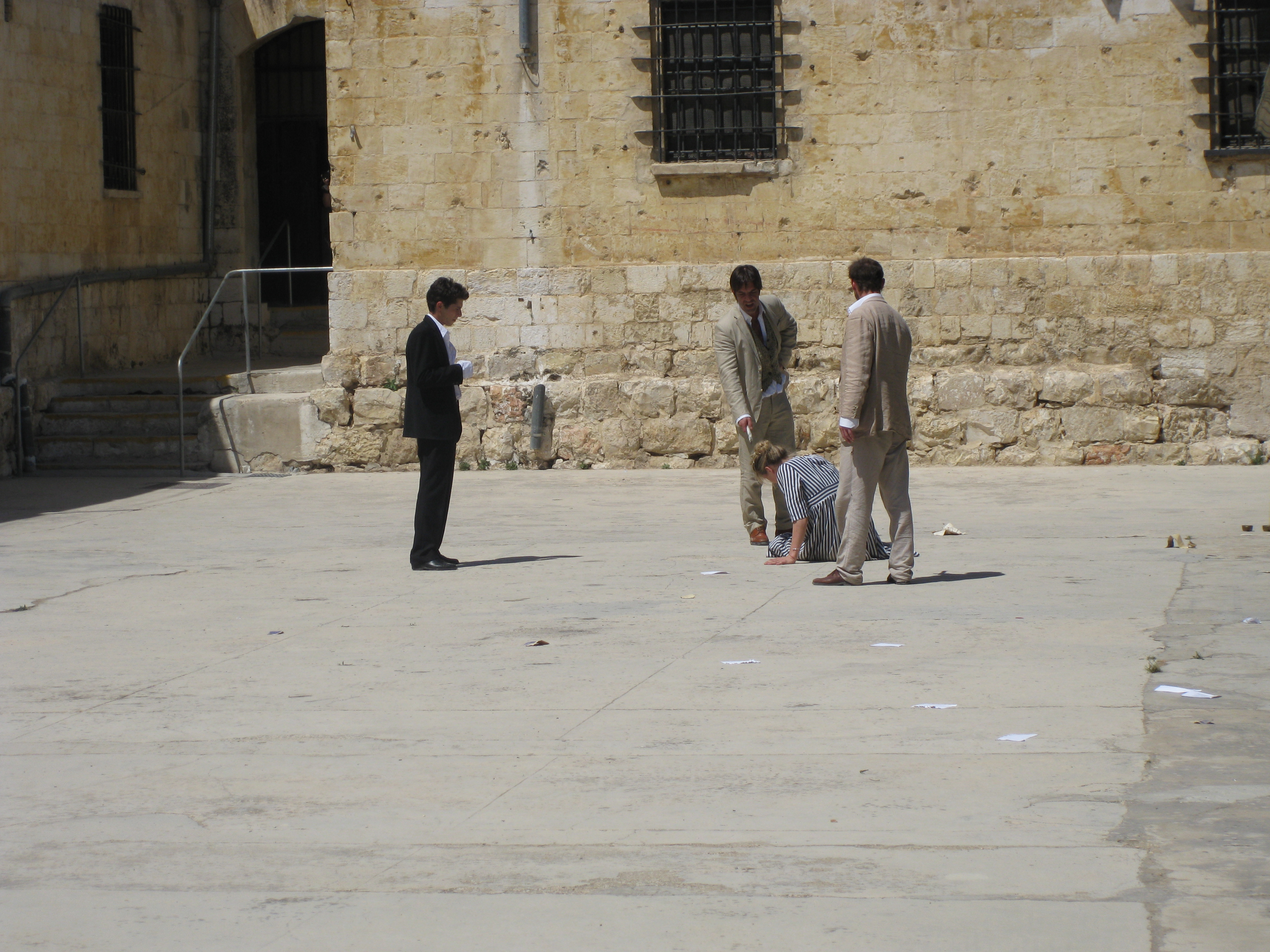
Obra presentada en un museu dels presoners, aprofitant aquest com a escenografia

En l'antiguitat, l'escenografia es trobava condicionada a limitacions tècniques i arquitectòniques, circumstància que es va mantenir durant tota l'edat mitjana. Va ser a la darreria del Renaixement i, sobretot, durant els segles xvii i XVIII, quan l'escenografia va començar a adquirir realç, gràcies al perfeccionament de la perspectiva pictòrica, que va permetre dotar de major aparença de profunditat el decorat, que consistia en grans llenços pintats, i posteriorment el desenvolupament de la maquinària teatral. En el segle xix, amb la introducció del drama realista, el decorat es va convertir en l'element bàsic de la representació. El descobriment de la llum elèctrica, en fi, va donar motiu a l'auge de la il·luminació.
Avui dia, tendeix a usar-se en el concepte d'"aparell escenogràfic" referit a tots els elements que permeten la creació d'aquest ambient, entre els quals caldria destacar fonamentalment els objectes, si cal la maquinària o tramoia, el so i la il·luminació.

### Vestuari

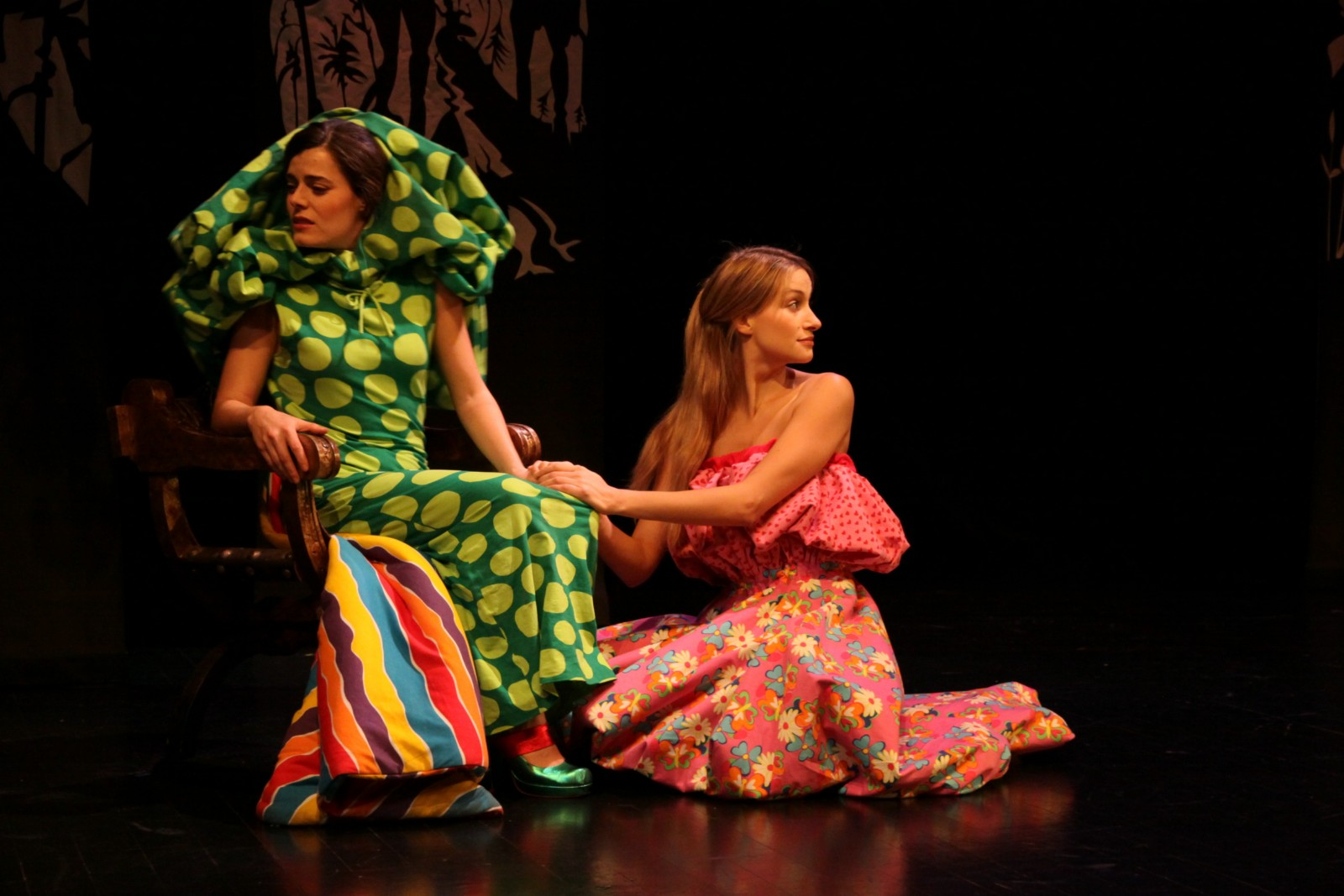
Les flors gelades, d'Henrik Ibsen i August Strindberg, en una posada en escena de Leonard Matton l'any 2011

El vestuari ha estat sempre estretament vinculat a la concepció escènica. En el teatre grec, la tosquedat dels decorats es compensava per mitjà de màscares, tràgiques o còmiques, i les túniques estilitzades dels actors, l'objecte de les quals era ressaltar el caràcter arquetípic dels personatges. Durant el barroc i el neoclassicisme van adquirir importància el maquillatge i el vestuari, si bé aquest es va emprar sovint de manera anacrònica: es representava, per exemple, una obra ambientada a Roma amb vestidures franceses del segle xvii fins a l'aparició del realisme teatral.
En l'actualitat, l'elecció del vestuari és un element més dintre de la concepció general del muntatge.

### Text

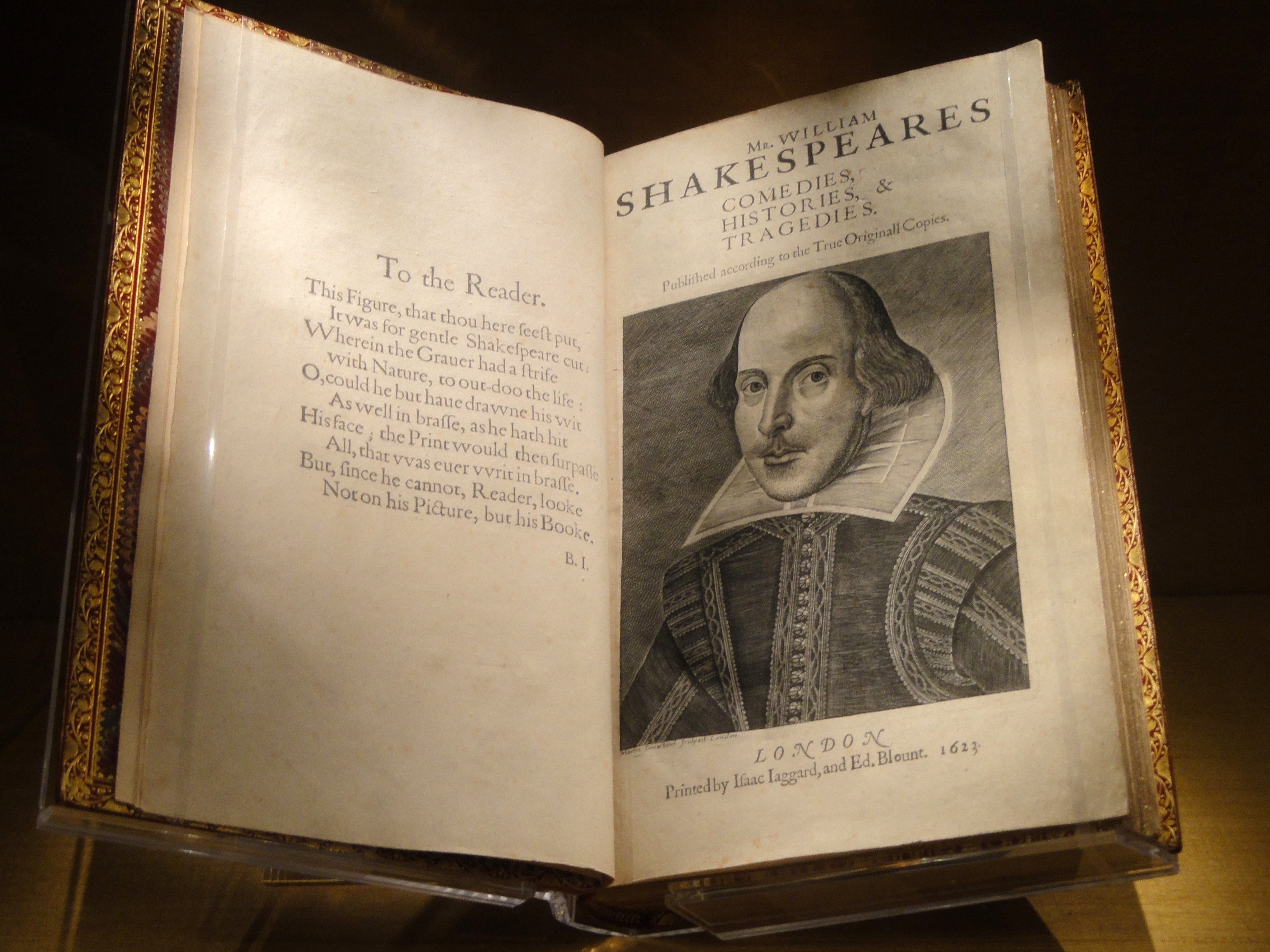
Llibre amb textos teatrals, publicat el 1623

El text és el conjunt de paraules i frases que poden aparèixer, directament en llenguatge verbal, en una obra de teatre. El text d'una peça teatral pot ser d'un o més autors, en aquest segon cas pot ser un sol text de creació col·lectiva o un conjunt de textos de diversos autors.
Un text representat, sense res més, no és teatre, ni l'intèrpret és un actor, sinó en tot cas un orador. Un text dramàtic no és teatre fins que es representa, cosa que implica com a mínim una posada en escena i un actor. D'altra banda, són nombroses les obres dramàtiques en les quals el text no és l'element de partida, o el més important o fins i tot que prescindeixen per complet de la paraula (verbalitzada per actors, en veu en off o escrita) o la subordinen a altres elements com el gest, la dansa o el desplegament escènic.

## Professions del teatre

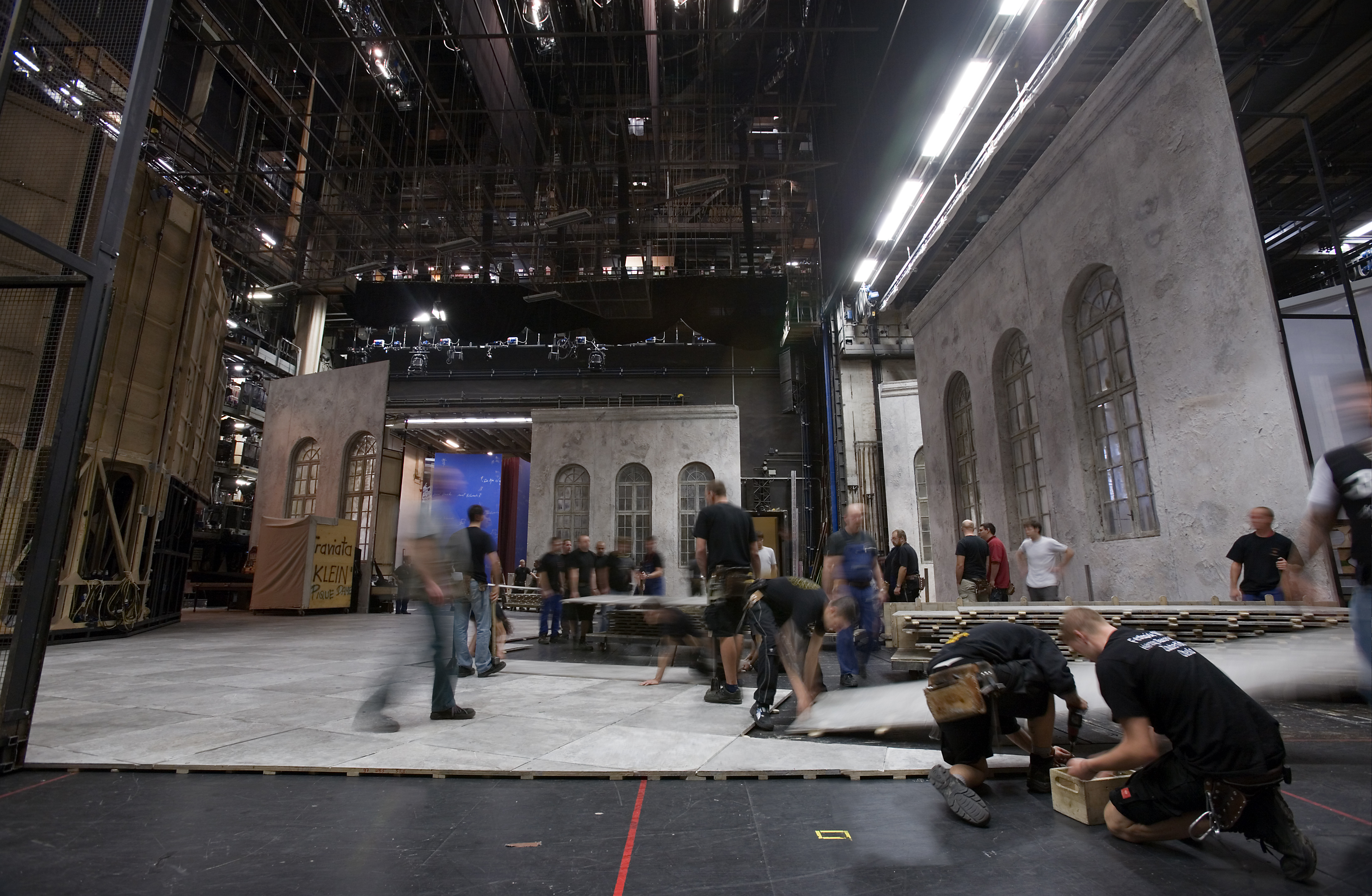
Treballadors del backstage, o 'darrera l'escena', no visibles al públic

El teatre, i les arts escèniques en general, és un sector cultural i laboral en el qual col·laboren diferents tipus de professionals de caràcter artístic, tècnic i de coordinació, entre d'altres. Des de crítics, programadors, persones que es dediquen a la comunicació i el màrqueting, incloent dissenyadors de cartells i fulletons, vídeos i fotos promocionals, pàgines web i comunicació viral, etc., passant per tota mena de professionals tècnics, que poden estar, o no, especialitzats en un sol àmbit, com el so, o encara més, la música, la il·luminació, la creació de tots els elements (estructures, mobiliari, objectes, etc.) que poden haver-hi en l'espectacle, es vegin o no, efectes especials, vestuari, perruqueria, maquillatge, etc., a més del director tècnic, el realitzador i el productor, per exemple. A una empresa teatral també li calen professionals que hi ha en la majoria d'elles, com per exemple administratius o financers.
Així, és fàcil que en una obra teatral senzilla de petit format, en la qual el públic només veu un o dos actors, hi treballi una vintena de persones. Així, si des del punt de vista parcial i molt restrictiu de la literatura les persones més destacades han estat clàssicament l'autor o autors dels textos i els traductors, sovint encara ara es tendeix a destacar els actors que veiem a escena i el seu director (artístic).

### Director

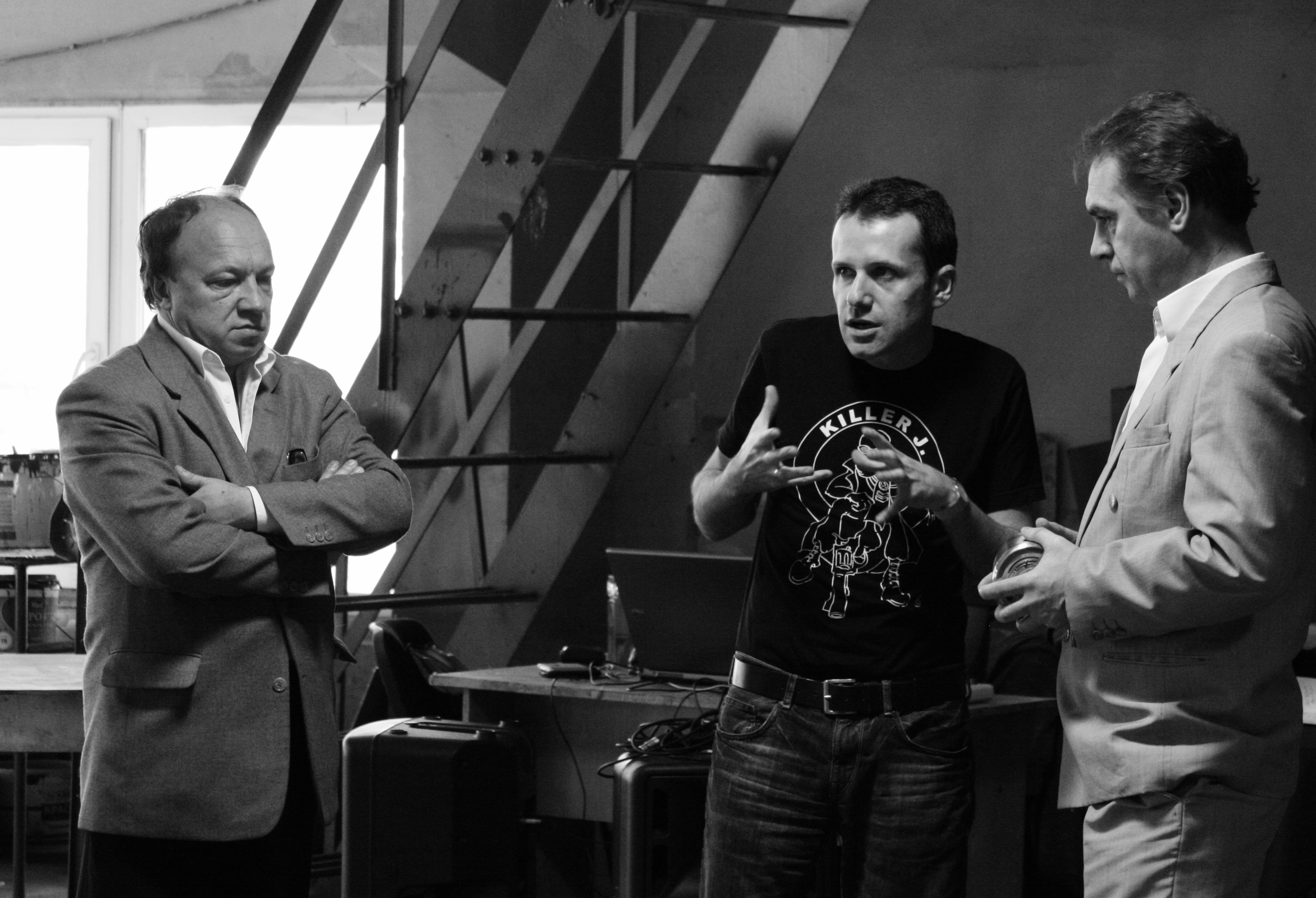
Dos actors i, de negre, el director, en un assaig teatral

La figura del director artístic i el director tècnic no és sempre la mateixa. La personalitat del director teatral com a artista creatiu per dret propi només es va consolidar, segons es va apuntar anteriorment, a fins del segle xix. La seva figura, de tota manera, havia existit sempre, quan era responsable de la coordinació dels elements que representen, de l'escenografia, la producció, la realització a la interpretació de tots els personatges. El director clàssic era el responsable de la dramatúrgia i creador de la poètica d'una obra teatral, i el coordinador en una de creació col·lectiva, per exemple d'una companyia. Fa un segle a Europa va aparèixer la figura de l'actor creador: el director dona una estructura al material creat pels intèrprets.

### Intèrprets

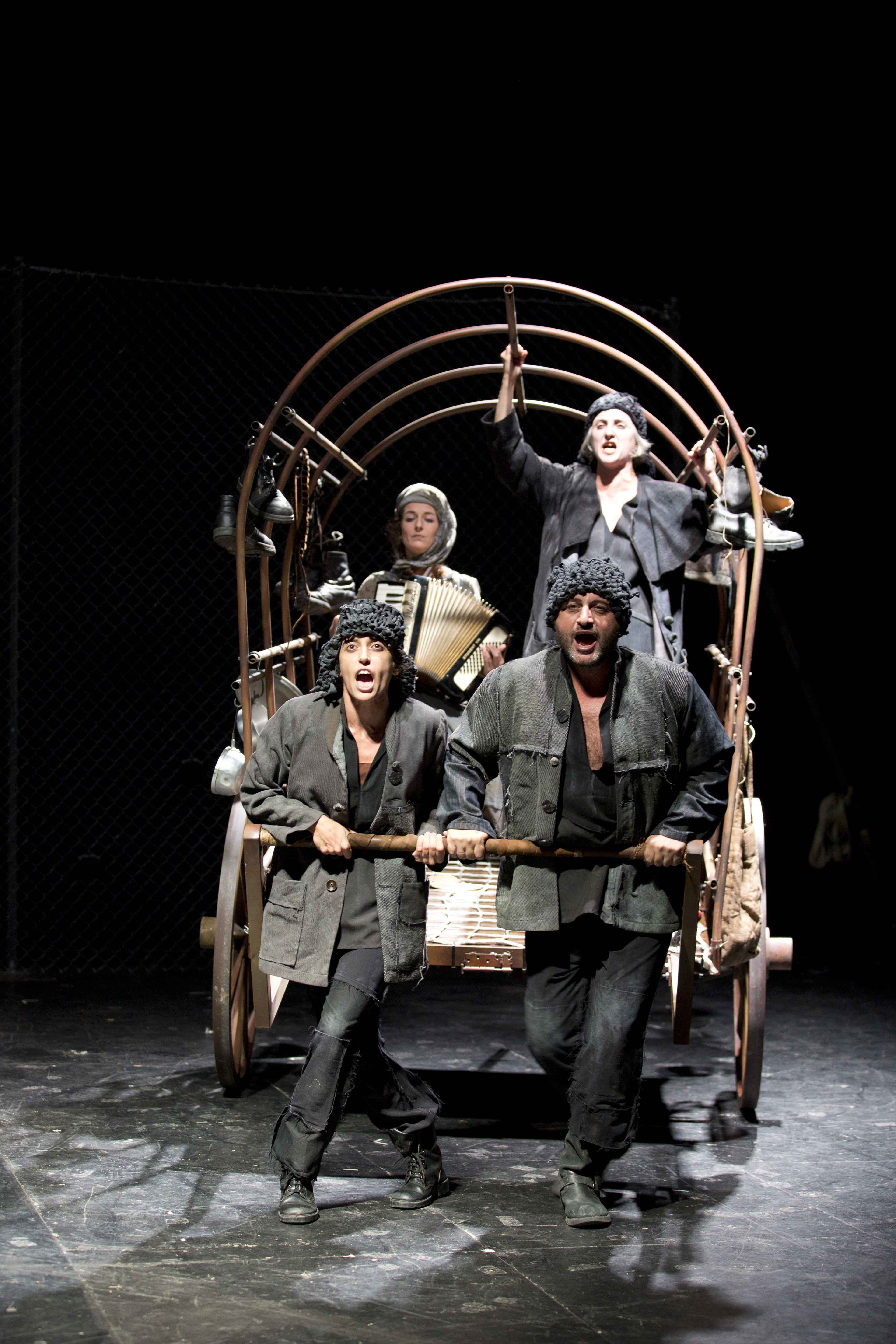
Actrius i actor presentant Mare Coratge, de Berthold Brecht

Les tècniques d'actuació han variat enormement al llarg de la història i no sempre de manera uniforme. En el teatre occidental clàssic, per exemple, els cors i els grans actors, els "monstres sagrats", han tendit a declamar i a emfasitzar les emocions a fi de destacar el contingut de l'obra; en la comèdia de l'art l'intèrpret deixava regna solta al seu instint; els actors japonesos kabuki fan patents determinats estats d'ànim per mitjà de gestos simbòlics, bé de gran subtilesa o deliberadament exagerats; al segle xix hi ha hagut l'orientació naturalista: l'actor per mitjà d'adquisició de tècniques corporals i psicològiques i de l'estudi de si mateix i del personatge, procura recrear en escena la personalitat d'aquest. Tal opció, evolucionada en els seus trets fonamentals a partir dels ensenyaments del rus Konstantín Stanislavski i molt estesa en l'àmbit cinematogràfic, no n'és, per descomptat, l'única i si no hi ha altre remei l'elecció d'un estil interpretatiu depèn de característiques de l'espectacle i de les indicacions del director.
No obstant això, actualment, a començament del segle xxi, l'actuació teatral amb tendència naturalista es replanteja seriosament. La teatralitat contemporània requereix una crítica del naturalisme teatral com a simple reproducció del comportament humà, però sense llaços amb el seu entorn. Actualment hi ha hagut grans transformacions del treball de Stanislavsky: les més importants en són d'Antonin Artaud, Jerzy Grotowsky, Etienne Decroux i Eugenio Barba. Aquestes tècniques impliquen una complexa síntesi dels signes escènics.

## Teatre en l'educació

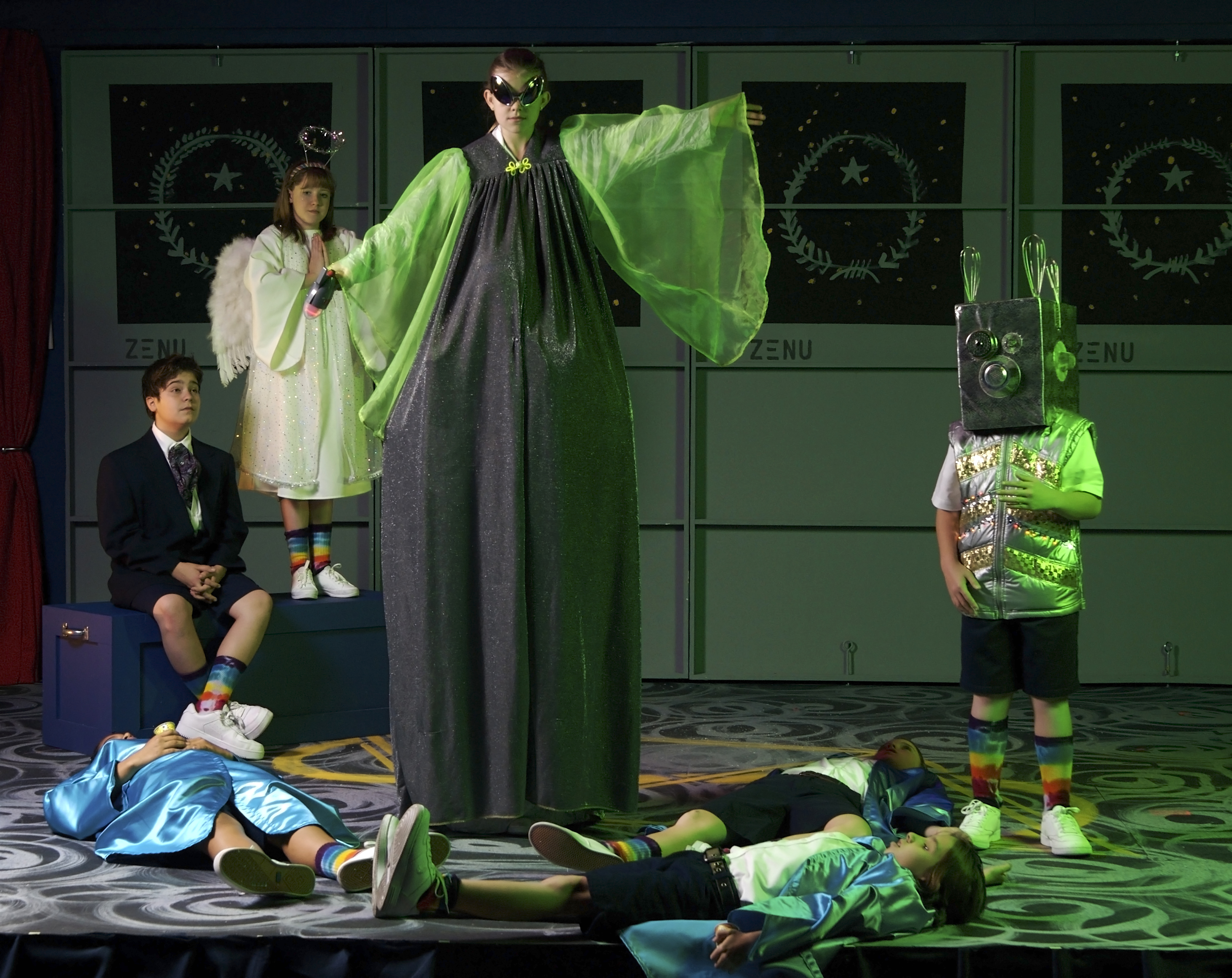
Obra teatral interpretada per nens

El teatre apareix en l'àmbit de l'educació reglada de diferent maneres. Principalment en l'ESO, com a matèria optativa anomenada "Dramatització-teatre" o com a crèdit variable de "Teatre", pretén integrar dues maneres d'entendre les activitats dramàtiques en l'ensenyament: l'anomenada "dramatització", en aquest cas centrada en el creixement personal, i el "teatre" està més dirigit al desenvolupament artístic. Aquesta doble visió no significa dicotomia ni separació, ja que ambdós enfocaments tenen una arrel comuna: el llenguatge dramàtic.
És una forma d'expressió que utilitza el cos, la veu, l'espai i el temps escènic per tal de comunicar idees, sentiments i vivències. La dramatització pot entendre's, a més, com un procediment consistent a donar forma teatral a alguna cosa que en principi no la té. Es caracteritza per integrar els diferents llenguatges (verbal, plàstic, ritmicomusical, corporal) i per constituir un poderós mitjà d'aprenentatge que implica simultàniament aspectes cognitius, afectius i psicomotrius.
Els objectius generals de la pedagogia teatral, segons Tomás Motos serien: viure el cos, sensopercepció, concentració i atenció, la comunicació, compatibilitat entre flexibilitat i rigor, pensament pràctic i autònom, desenvolupament, entrenament i control de les emocions, sentiment de grup i interacció social, contingut humà, oralitat.